# Otočić Oruda
Otočić Oruda är en ö i Kroatien.   Den ligger i länet Gorski kotar, i den sydvästra delen av landet, 180 km sydväst om huvudstaden Zagreb. Arean är 0,42 kvadratkilometer.
Terrängen på Otočić Oruda är platt. Öns högsta punkt är 11 meter över havet. Den sträcker sig 1,2 kilometer i nord-sydlig riktning, och 0,7 kilometer i öst-västlig riktning.